# Klanac (Republika Serbska)
Klanac (cyr. Кланац) – wieś w Bośni i Hercegowinie, w Republice Serbskiej, w mieście Sarajewo Wschodnie, w gminie Trnovo. W 2013 roku liczyła 59 mieszkańców.